# Manche
Manche là một tỉnh của Pháp, thuộc vùng hành chính Normandie, tỉnh lỵ Saint-Lô, bao gồm 4 quận với các quận lỵ còn lại là: Avranches, Cherbourg-Octeville, Coutances.